# Acinodendron desmanthum
Acinodendron desmanthum là một loài thực vật có hoa trong họ Mua. Loài này được (Benth.) Kuntze mô tả khoa học đầu tiên năm 1891.